# Glaréan
Glaréan (parfois latinisé en Glareanus), de son vrai nom Heinrich Loris (parfois latinisé en Hendricus Loriti), est un humaniste et un polymathe suisse né probablement le 3 juin 1488 à Mollis et mort le 28 mars 1563 à Fribourg-en-Brisgau, en Allemagne. Le nom « Glaréan » réfère au canton suisse de Glaris où Heinrich Loris est né.
Glaréan est à la fois musicien, théoricien de la musique, poète, philologue, historien, mathématicien et géographe.

## Biographie
Il était le fils d'un paysan et conseiller à Glaris. Après avoir reçu une formation élémentaire à Berne et à Rottweil, auprès de Michael Rubellus, il part étudier à Vienne et à Cologne. Il est nommé magister à Cologne en 1512 et devient alors poeta laureatus auprès de Maximilien Ier du Saint-Empire. À la suite d'une querelle avec Johannes Reuchlin, il part s'installer à Bâle en 1514. De là, il fait de nombreux déplacements à travers toute l'Europe ; il séjourne notamment à Pavie en 1515 et enseigne la philosophie et les arts libéraux à l'Université de Paris de 1517 à 1522. À Bâle, il noua des liens étroits avec Érasme et Myconius, mais, contrairement à ce dernier, il n'adopta pas la Réforme. C'est même son refus catégorique de celle-ci qui l'oblige à quitter la Suisse pour rejoindre l'université de Fribourg-en-Brisgau en 1529. Il y enseigna la poésie, l'Histoire et la géographie jusqu'à sa retraite en 1560. C'est dans cette ville qu'il s'éteint en 1563.

### Géographe et mathématicien
Au cours de son séjour à Bâle, il s'intéressa plus particulièrement à des domaines variés de la science. En 1527, il publie ainsi De geographia liber unus qui reste un ouvrage de référence jusqu'au XVIIe siècle. Il y pose les bases de la géographie mathématique et établit le premier la déclinaison magnétique de la boussole. Il est également l'auteur d'un ouvrage de référence dans le domaine des mathématiques, Epitome de sex arithmeticae practicae speciebus, qui sera largement diffusé dans les universités.

### Théoricien de la musique
Dès 1516, il publie Isagoge in musicen, un livre modeste où il traite des éléments de base de la musique. Son œuvre la plus marquante reste cependant le Dodekachordon (publié en 1547), une œuvre impressionnante qui est le traité musical le plus connu et le plus influent de la Renaissance.
En s'appuyant sur pas moins de 120 compositions des siècles passés, il retrace l'histoire de la musique depuis Boèce (VIe siècle) jusqu'à la polyphonie du XVIe siècle. Il retrace l'utilisation des modes musicaux dans le plain-chant et la monophonie jusqu'à une étude exhaustive des modes de la polyphonie. Son apport majeur à la théorie musicale de l'époque est la définition d'un système musical fondé sur douze tons, au lieu des huit utilisés ou permis jusqu'alors, par exemple dans les travaux de son contemporain Pietro Aaron. Les modes additionnels définition par Glaréan sont notamment le mode ionien et le mode éolien, qui correspondent respectivement aux actuels modes majeur et mineur.
L'influence de cet ouvrage fut immense. Son système des douze modes a été repris par de nombreux théoriciens ultérieurs, comme Gioseffo Zarlino et Nicola Vicentino. Même si des modifications y ont été apportées depuis, l'explication de Glaréan reste encore d'actualité.

## Ouvrages principaux
Source : Catalogue Bn-Opale plus

### Œuvres personnelles
- Helvetiae descriptio, Bâle, 1515
- Isagoge in musicen, Bâle, 1516
- (la) De Ratione Syllabarum brevis isagoge, In aedibus Adae Petri, Bâle, 1516, 44p.
- (la) de Geographia liber unus, impr. J. Faber, Augsbourg, 1530, 35 ff.
- (la) De VI arithmeticae practicae speciebus Henrici Glareani epitome, excud. J. Faber Emmeus Juliacensis, Fribourg-en-Brisgau, 1539
- Dodekachordon, Bâle, 1547
- (la) Commentarii et annotationes doctissimae in Caii Cornelii Taciti Germaniam..., impr. M. Manger, Augsbourg, 1579, 364 p.

### Édition d'ouvrages anciens
- (la) Aelius Donatus (comm. Glaréan), Aelii Donati methodus scholiis, apud C. Froschoverum, Zurich, 1534, 111 ff.
- (la) Jules César (éd. scient. Glaréan), Julii Caesaris Commentariorum de bello Gallico, Venise, ex bibliotheca Aldina, 1569, 398 ff.
- Éditions d'ouvrages de Tite-Live et Boèce

## Le prix Glaréan
Le prix Glaréan a été remis pour la première fois le 10 juillet 2007 par la Société suisse de recherche musicale. Ce prix bisannuel d'un montant de 10 000 CHF vise à récompenser des travaux de recherche musicale marquants. Le premier récipiendaire du prix Glaréan a été Reinhard Strohm, de l'Université d'Oxford.